# Jahve
Jahve vagy másképp Jáhve (paleo-héberül: 𐤉𐤄𐤅𐤄; óhéberül: יַהְוֶה) egy ősi, levantei eredetű istenség volt, amelyet Palesztínában a jahvizmus többistenhívő vallásának elsődleges istenségeként és panteonjának fejeként imádtak. A késő ókori zsidók egyedüli Istenként imádták és a Bibliában gyakran JHVH néven jelenik meg. A héber Bibliában Izráel fiainak nemzeti Isteneként szerepel.

A „Jahve” név ókori föníciai, óhéber és modern héber írással

Az ókori Izrael vallása nagyon hasonlít az ókori Közel-Kelet többi sémi népének vallásához, különösen a szír-palesztin térséghez. Idővel azonban a zsidó kultusz egyedi jellemzőket fejlesztett ki, amelyek megkülönböztették a többi vallástól.

## Történet
Tudományos körökben nincs konszenzus az istenség eredetét illetően, a bibliatudósok általában a Szeir, Edom, Párán területére teszik azt, akinek alakja később Kánaán régiójában fejlődött tovább. Az istenség imádata legalább a korai vaskorig nyúlik vissza, de inkább a késő bronzkorig, ha nem korábbra.
A bibliai irodalom legrégebbi példáiban Jahve olyan attribútumokkal rendelkezik, amelyeket jellemzően az időjárás és a háború isteneinek tulajdonítottak.
A korai izraeliták többistenhívő gyakorlatot folytattak, amelyek jellemzőek voltak az ókori sémi vallásokban. Imádatuk számos kánaáni istent és istennőt tartalmazott, mint például Él, Aséra és Baál.
A későbbi évszázadokban Él és Jahve tisztelete összemosódott, és az Él-hez kapcsolódó jelzők, mint például ʾĒl-Šaddaj (אֵל שַׁדַּי), egyedül Jahvéra vonatkoznak. Más istenségek jellemzői, mint például Aséra és Baál, szintén beépültek a Jahvéról alkotott felfogásba.
A Héber Bibliában Jahve Baál számos jelzőjét átveszi, pl. felhőkön lovagló, amikor elindul a Széírből, akkor elolvad a hegy, illetve legyőzi a tengeri szörnyet; de ádáz ellenségekké válnak. Magába olvasztja Él isten teljes attribútum-készletét is, ahogy a nevét is, beleértve a különböző Él-kultuszokat is (Él-Bétél, Él-Saddaj, Él-Eljón). A monoteizmus felé mutató Jáhve-kultusz karaktere összefért az egész világ felett uralkodó Él karakterével, de nem fért össze a más istenekkel hadakozó, vereséget is elszenvedő, vagy akár meg is haló istenek képével.

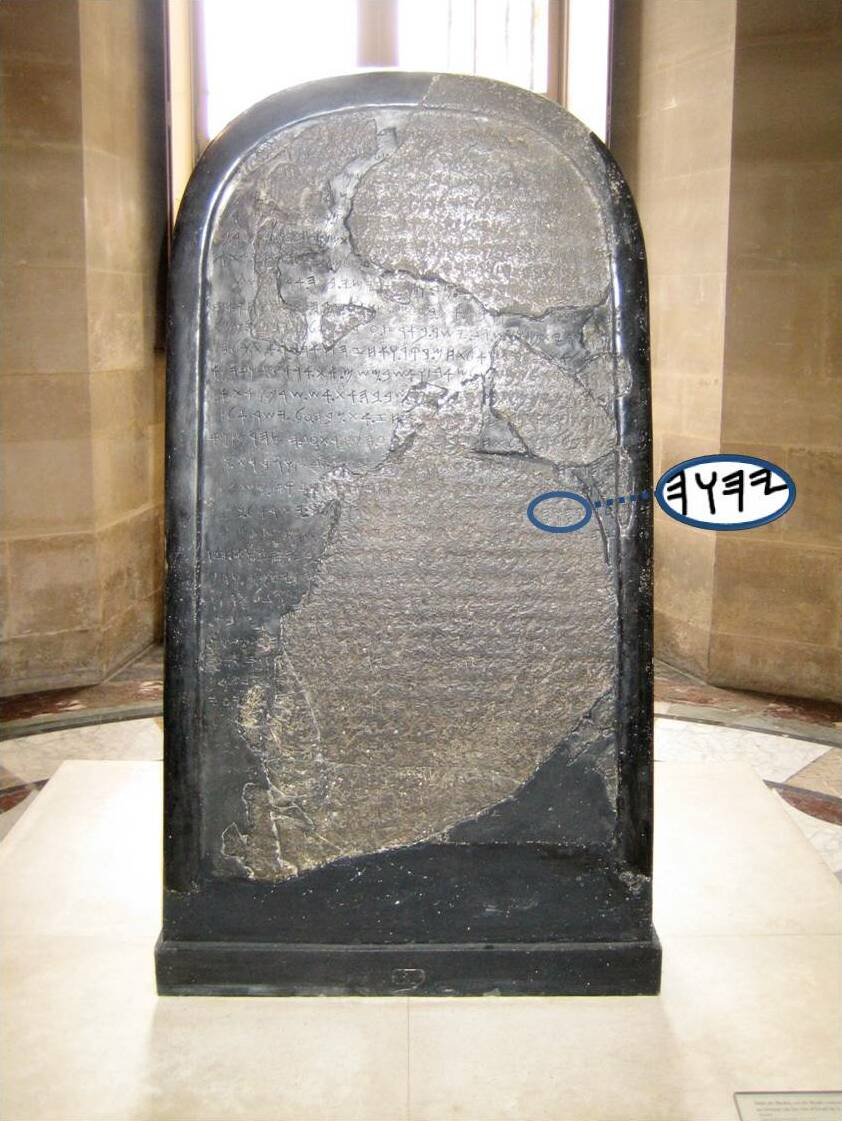
„És elvittem onnan Jahve edényeit” – Mésa-sztélé (Kr. e. 9. század első fele)
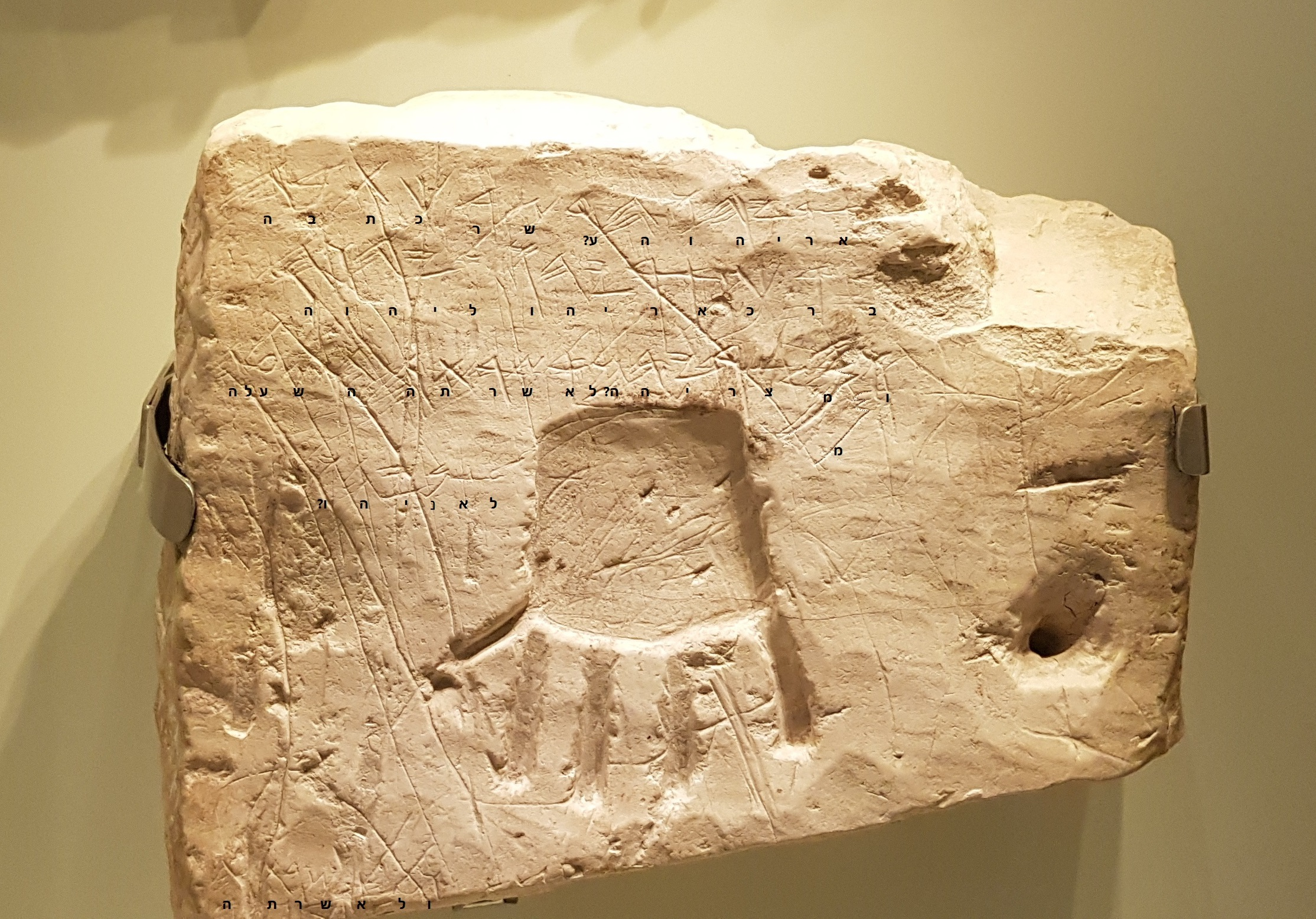
Khirbet el-Qom, Kr. e. 8. század: „Áldott legyen Jahve”
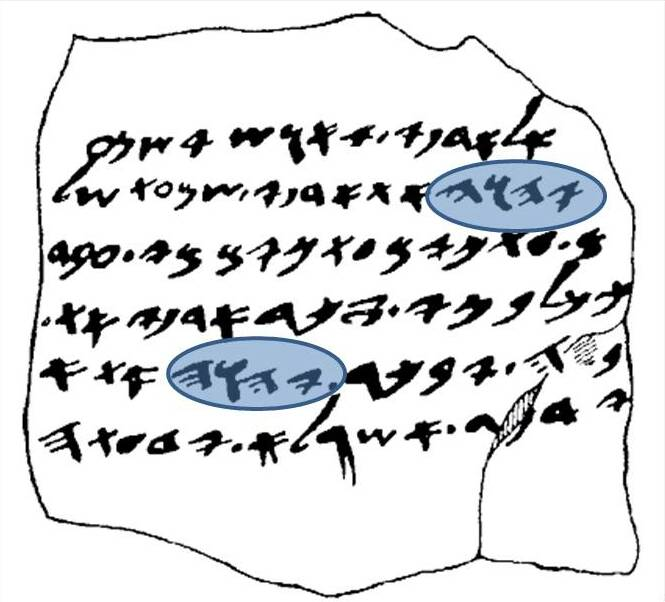
A Jahve név egy Lákisból származó osztrakonon, Kr.e. 6. század
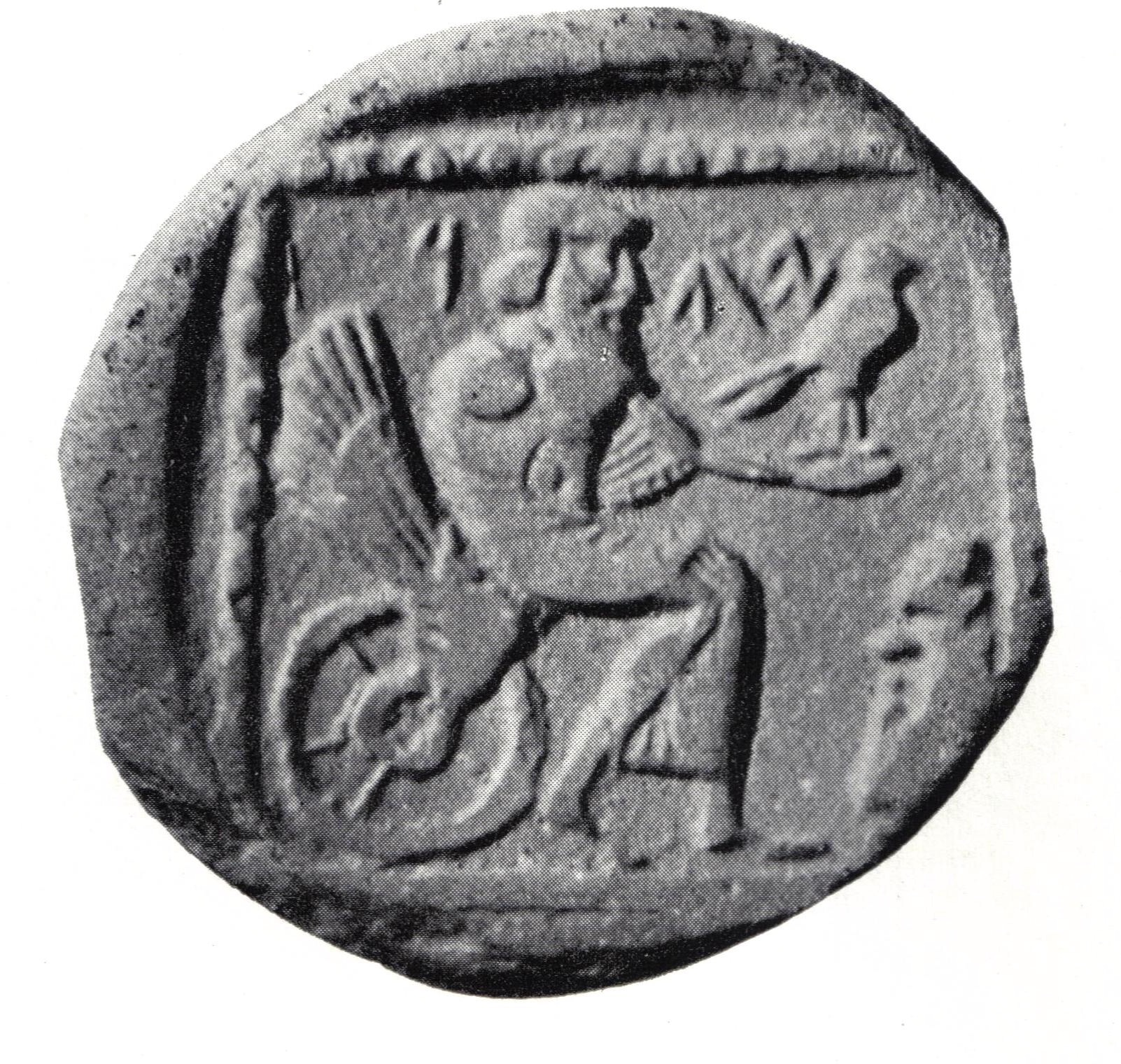
Jahve egy érmén, amelyet Gázában, Filisztea déli részén vertek, Kr. e. 4. század. Az egyetlen ismert ábrázolás Jahvéról.

A monoteista judaizmusban más istenségek létezését már egyenesen tagadták, Jahvét pedig a teremtő istenségként imádták, aki az egyedüli imádatra méltó.
A babiloni száműzetés után, de különösen a Kr. 3. századtól felhagytak a Jahve név használatával. Ekkor, a második templom időszakában a judaizmus más héber szavakat kezdett el használni, mint az Aḏōnāj (אֲדֹנָי = Uram) vagy az Elohim (אֱלֹהִים = Isten). Utóbbi szóhoz gyakran névmást használtak, így utalva az egyetlen istenségre.
Az 1. századi zsidó–római háborúk idejére – nevezetesen Jeruzsálem római ostromát és ezzel egyidejűleg a második templom lerombolását követően 70-ben – JHVH nevének eredeti kiejtése teljesen feledésbe merült.
Az ókori Egyiptomból származó arámi nyelvű papíruszon, valamint a zsidó hatású görög-egyiptomi mágikus szövegekben is megidézik Jahvét az 1. és 5. század között.

## JHVH
Az isten nevét paleo-héberül így írták: 𐤉𐤄𐤅𐤄 (óhéber: יהוה), átírva JHVH. A modern tudomány konszenzusa alapján ez leginkább „Jáhve”-ként ejthető ki.  
A Jeho-, Jahu-, Jah- és Jo- rövidített alakok a személynevekben és egyéb kifejezésekben, mint például a Halleluja (הַלְלוּ־יָהּ) fordulnak elő. (A „halleluja” jelentése: „dicsérjétek Jaht!” A héber Bibliában 24-szer jelenik meg, főleg a Zsoltárok 133-138. könyveiben.)
A név szentsége, valamint az „Isten nevének való hiábavaló felvétele” elleni parancs (→ Tízparancsolat), a kifejezés kiejtésének vagy leírásának a szigorú tilalmához vezetett. A rabbinikus források alapján a második templom időszakában Isten nevét csak évente egyszer, egyedül csak a főpap mondhatta ki, éspedig az engesztelés napján. Jeruzsálem i.sz. 70-es elpusztítása után a név eredeti kiejtése teljesen feledésbe merült.